# Dabangg
Dabangg (दबंग Sense por) és una pel·lícula de comèdia d'acció en llengua hindi de l'Índia del 2010 dirigida per Abhinav Singh Kashyap i produït per Malaika Arora i Arbaaz Khan sota Arbaaz Khan Productions amb Dhilin Mehta sota Shree Ashtavinayak Cine Vision. La pel·lícula és protagonitzada per Salman Khan, Sonakshi Sinha (en el seu debut com a actor) Arbaaz Khan i Sonu Sood en els papers principals, mentre que Om Puri, Dimple Kapadia , Vinod Khanna, Anupam Kher, Mahesh Manjrekar i Mahie Gill apareixen en papers secundaris. La pel·lícula marca el debut d'Arbaaz Khan com a productor i Kashyap com a director. Arora fa una aparició especial a la cançó "Munni Badnaam Hui".
Dabangg està ambientat a l'Estat indi d'Uttar Pradesh. Es va fer amb un pressupost de ₹30 crore i es va comercialitzar a ₹12 crore. La pel·lícula es va rodar principalment a la ciutat de Wai a Maharashtra, mentre que altres escenes importants es van rodar als Emirats Àrabs Units.
Dabangg es va estrenar durant l'Eid el 10 de setembre de 2010 a prop de 2.100 cinemes de tot el món, on va rebre ressenyes positives de la crítica, amb elogis per les actuacions del repartiment (especialment Khan i Sood), acció. seqüències, banda sonora i humor. Va guanyar ₹219 crore  bruts (47 milions de dòlars) a tot el món i es va convertir en la pel·lícula hindi més taquillera del 2010.
Dabangg ha guanyat diversos premis: el Premi Nacional de Cinema a la Millor Pel·lícula Popular que Proporciona Entreteniment Saludable i sis Premis Filmfare, inclòs el Millor pel·lícula i Millor Debut Femení (Sinha). La pel·lícula es va tornar a fer en tàmil com a Osthe i en telugu com a Gabbar Singh . El van seguir dues seqüeles: Dabangg 2 (2012) i Dabangg 3 (2019). Aquesta última serveix com a preqüela parcial, descrivint un flashback que va formar els esdeveniments del mateix Dabangg.

## Argument
Chulbul Pandey és un nen jove que viu amb el seu germà petit Makkhanchand "Makkhi" Pandey, el padrastre Prajapati Pandey i la mare Naina Devi a Lalganj (Uttar Pradesh). Chulbul té una relació problemàtica amb Prajapati i Makkhi. Després de 21 anys, Chulbul es converteix en policia i es diu Robin Hood Pandey, on encara viu amb la seva família. Makkhi està enamorat de Nirmala, el pare de la qual Masterji s'oposa a la seva relació. Chulbul s'enamora d'una noia anomenada Rajjo, a qui coneix durant una persecució policial que culmina amb una trobada.
Un líder polític corrupte anomenat Chedi Singh coneix Chulbul i tots dos es converteixen ràpidament en enemics. Makkhi demana a Prajapati que arregli el seu matrimoni amb Nirmala, però Prajapati es nega perquè necessita diners per pagar els préstecs que va prendre per fer la seva fàbrica i creu que pot adquirir diners a través del seu fill si es casa amb una noia rica. Amb una necessitat desesperada de diners, en Makkhi roba una mica d'efectiu de l'armari de Chulbul i li dóna els diners robats a Masterji, amb l'esperança que permeti que en Makkhi es casi amb Nirmala.
Mentrestant, Chulbul li proposa matrimoni a Rajjo, que el rebutja perquè ha de tenir cura del seu pare borratxo Hariya. Chulbul arriba a casa per trobar la seva mare Naini Devi morta, on va a anar per fer les paus amb Prajapati, ja que és l'única família que li queda. Tanmateix, Prajapati el rebutja i el menysprea com un paria. Makkhi convida a Chulbul al seu matrimoni amb Nirmala, on Chulbul convenç Hariya de casar-se amb Rajjo. Hariya se suïcida perquè sap que Rajjo no es casarà amb ningú mentre estigui viva. Chulbul porta Rajjo a l'exuberant casament de Makkhi. En adonar-se que Makkhi ha robat els seus diners per finançar el casament, Chulbul es casa amb Rajjo en una cerimònia improvisada. Masterji se sent deshonrat i cancel·la el matrimoni de Makkhi amb Nirmala.
Encara enfadat perquè Chulbul va posar en perill el seu matrimoni, Makkhi apallissa un dels treballadors de la seva fàbrica a causa d'un petit contratemps. El treballador acudeix amb la seva mare a comissaria per presentar una denúncia. Més que simplement demanar-li a Makkhi que es disculpi amb el treballador, Chulbul apallissa brutalment a Makkhi en públic per deshonrar-lo. Chedi aprofita la situació i porta Makkhi juntament amb Prajapati a la comissaria. No desitjant agreujar més la qüestió, Prajapati resol la situació acceptant una disculpa. Chulbul coneix un líder polític anomenat Dayal Sahu, també conegut com Dayal Babu, a qui tampoc li agrada Chedi. Amb la seva ajuda, Chulbul adultera les cerveseries d'en Chedi i l'enquadra equivocadament per això.
Enfurismat, Chedi crema la fàbrica de Makkhi on Prajapati pateix un atac de cor i està hospitalitzat. Makkhi va a buscar ajuda en Chedi, qui accepta finançar el tractament de Prajapati si lliura una caixa de mangos a la casa de Dayal Babu. Sense que Makkhi ho sàpiga, Chedi ha col·locat una bomba dins de la caixa, que explota després de marxar, matant Dayal Babu. En Chedi li dóna a Makkhi la tasca de matar Chulbul. Makkhi accepta, però acaba confessant a Chulbul que Chedi li va fer posar la bomba sense saber-ho. Chulbul el perdona i es reconcilia amb ell. Durant un enfrontament final entre Chulbul i Chedi, Makkhi revela a Chulbul que va ser Chedi, qui va matar Naina. Chulbul finalment mata en Chedi i organitza el matrimoni de Makkhi amb Nirmala.

## Repartimentt
Crèdits adaptats de Bollywood Hungama.
- Salman Khan com a inspector Chulbul Pandey
- Sonakshi Sinha com a Rajjo Shreshawat
- Arbaaz Khan com a Makkhanchand "Makkhi" Pandey
- Vinod Khanna com a Prajapati Pandey
- Dimple Kapadia com a Naina Devi
- Sonu Sood com a Chedi Singh
- Mahesh Manjrekar com a Hariya Shreshawat
- Om Puri com Kasturilal Vishkarma
- Anupam Kher com a Dayal Babu
- Mahie Gill com a Nirmala
- Tinu Anand com a Masterji, el pare de Nirmala
- Murli Sharma com a ACP Malik
- Ram Sujan Singh com a Chaubeji
- Rajeev Sharma com a Toluram Rastogi
- Amitosh Nagpal com Sumant Kumar
- Malaika Arora com a Munni al número d'article "Munni Badnaam Hui"

## Producció

### Càsting
Salman Khan es va fer créixer un bigoti després de consultar amb el seu germà i es va preparar els cabells per adaptar-se al seu paper.Per al primer, ell va haver de provar gairebé cinquanta estils en un període de quatre mesos abans de començar el rodatge. Es van fer sessions de fotos per finalitzar el seu aspecte. Abhinav Kashyap, en una entrevista amb Bollywood Hungama, va revelar que inicialment havia considerat uns quants més per al paper de Chulbul Pandey, però que finalment va canviar d'opinió i es va apropar a Salman. Kashyap havia vist Arbaaz a Jaane Tu Ya Jaane Na, va fer un cameo i es va acostar a ell per formar part del projecte. Després de llegir-lo, havia acceptat de seguida produir-lo i protagonitzar-lo. Sonu Sood va ser seleccionat per interpretar l'antagonista principal. Va revelar que el seu personatge era el d'un "líder juvenil amb tons grisos". Més tard es va acostar a Mahesh Manjrekar per interpretar el pare del personatge de Sinha, tot i que tenia previst deixar d'actuar.
L'abril de 2009, Sonakshi Sinha va signar pel seu paper de debut. Salman l'havia vist ballar en un funció i li va oferir el paper. Parlant-ne, va dir que havia perdut un pes de 30 kg durant dos anys per preparar-se per al seu personatge de noia del poble amb "una combinació". d'una dieta adequada i exercici vigorós". Va afegir que havia estat "observant la gent i intentant recollir matisos" com a pas de la preparació posterior. Malaika Arora, que havia interpretat alguns números musicals en la seva carrera, sobretot a Dil Se.., es va confirmar que feia el mateix a la pel·lícula. Aquesta va ser la primera d'aquest tipus en la producció a la seva llar.

### Rodatge
La filmació de Dabangg va tenir lloc principalment a Wai (Maharashtra) i els Emirats Àrabs Units. El rodatge va començar el setembre de 2009. El dissenyador de producció Wasiq Khan va dibuixar més de 100 esbossos que detallaven tots els escenaris de la pel·lícula. La fotografia va ser realitzada per Mahesh Limaye. El primer programa va començar a la ciutat de Wai i va continuar durant 45 dies, durant els quals Sonu Sood, el principal antagonista es va fracturar el nas. Una programació, que inclou principalment el rodatge d’una cançó, es va fer a l'estació de Khalid Bin Al Waheed a Dubai, fent de Dabangg la primera pel·lícula que es va rodar allà. Algunes escenes també es van filmar a l’hotel Emirates Palace d’Abu Dhabi.
La pel·lícula, que inclou al voltant de cinc seqüències d'acció, va ser coreografiada per S. Vijayan, que anteriorment va exercir com a director d'acrobàcies de Wanted, i es va rodar durant 60 dies. Més tard, es van incorporar efectes especials a aquelles escenes. Les cançons foren coreografiades per Raju Khan i Shabina Khan, mentre que Farah Khan coreografiava el número final, "Munni Badnaam Hui". El rodatge es va completar a principis de juny de 2010 i la pel·lícula va entrar en postproducció. Es va celebrar una festa per commemorar la finalització del rodatge i l'èxit de la promoció a les sales. Hi van assistir el repartiment i l'equip principal.

## Música
L'àlbum de la banda sonora de 10 cançons constava de cinc cançons originals, quatre remixes i una cançó temàtica. Lalit Pandit va escriure i compondre el número final "Munni Badnaam Hui" mentre el duo de directors musicals Sajid–Wajid va compondre la resta. Faiz Anwar i Jalees Sherwani van escriure la lletra d'aquestes cançons. Els drets d'àudio de Dabangg es van vendre per uns ₹90 milions (US$1.1 milions) a T-Series, i l'àlbum es va llançar el 6 d'agost de 2010 a Delhi. Va rebre una resposta positiva i l'àlbum va tenir un bon rendiment a les llistes després del seu llançament. Les cançons "Tere Mast Mast Do Nain" i "Munni Badnaam Hui" van tenir èxit quan es van llançar i van encapçalar les llistes de música, ràdio i streaming.

## Màrqueting i llançament
Dabangg va ser descrita com una de les pel·lícules més esperades de l'any per The Indian Express. El tràiler de la pel·lícula, que va durar uns dos minuts i mig, es va estrenar el 23 de juliol de 2010, juntament amb Khatta Meetha de Priyadarshan. Khan va promocionar la pel·lícula al reality show Entreteniment Ke Liye Kuch Bhi Karega, India's Got Talent i Sa Re Ga Ma Pa Singing Superstar. Es va celebrar un esdeveniment per la pel·lícula al DLF Promenade a Vasant Kunj, Nova Delhi amb l'assistència del repartiment principal, an exclusive merchandise for the film was launched. També s'en feu promoció a Nagpur. S'ha informat que va batre els rècords previs al llançament de bombo de Cinematix, un producte de conscienciació del rodatge originat per Ormax Media.
Dabangg es va estrenar mundialment el 10 de setembre de 2010. Abans de l'estrena a les sales de la pel·lícula, una projecció especial de la pel·lícula va tenir lloc a Film City el 6 de setembre de 2010. La premier de Dabangg es va celebrar a Bombai el 9 de setembre de 2010. Es va obrir a  1.800 pantalles a l'Índia i unes 300 a l'estranger. La pel·lícula es va estrenar a 2.300 sales d'arreu del món. També es va projectar a Noruega en un festival internacional de cinema. Els DVD i VCD de la pel·lícula van ser llançats pel Reliance Big Home Video el 12 d'octubre de 2010.Va ser llançat el YouTube el 28 de gener de 2011 per a la visualització gratuïta per al públic de l'Índia. Els drets de satèl·lit es van vendre prèviament per ₹100 milions (US$1.2 milions)  a Colors. La pel·lícula ja està disponible a Netflix.

## Recepció

### Resposta crítica
"Per a qualsevol persona que vulgui saber quina és la definició de Bollywood a la pantalla, Dabangg és realment un llibre de text. És fortz, boja, sonada, exagerada, més gran que la vida, gairebé sense sentit, totalment imaginària, com un còmic, kitsch complet, generosament salpebrat amb l’obligatori desi tadka (decoració) de cançons i danses que no paren de sortir del no-res i que, literalment, supuren de carisma d’estrella."
La pel·lícula en general va rebre ressenyes positives de la crítica, la majoria dels quals van elogiar les actuacions de Salman Khan i Sonu Sood, la música, l'humor i les seqüències d'acció. En una ressenya de 4 estrelles per a Koimoi, Komal Nahta va assegurar que la pel·lícula seria un èxit comercial i va dir que "Dabangg pot ser un tema habitual, però els seus altres avantatges asseguraran que sigui un èxit desbocat." Kaveree Bamzai d’India Today va donar a la pel·lícula quatre estrelles mentre l'etiquetava com "un Zandu Balm d'una pel·lícula." El crític de cinema Aniruddha Guha de Daily News and Analysis va qualificar la pel·lícula de "lleugerament boja i terriblement entretinguda".
Mathures Paul de The Statesman va donar a la pel·lícula 3,5 estrelles i va comentar: "Dabangg s'alinea amb els espectadors frustrats per la inexistència d'heroisme sense complicacions a la pantalla." En una revisió de 3 estrelles per a Rediff.com, Abhishek Mande va declarar " Dabangg no és una pel·lícula per a no fans de Salman, però per a aquells que l'adoren és una pel·lícula que simplement no pots perdre't." Anupama Chopra de NDTV li va donar 3 estrelles i va declarar que la pel·lícula es pot veure pel "plaer pur de veure Salman Khan en plena forma". Sukanya Venkataraghavan de Filmfare també va puntuar amb 3 estrelles i va elogiar l'actuació de Khan.
Gaurav Malani de Indiatimes va ser crític amb la història de la pel·lícula, remarcant que "a la pel·lícula no li importa gens crear cap història innovadora". Rajeev Masand de CNN-IBN va criticar el guió de la pel·lícula, però va elogiar l'actuació de Khan. Shobhaa De de Bangalore Times va ser crítica, i va concloure "Entreguem-ho a Salman, que ho ha aconseguit. les acrobàcies i les empentes pèlviques. No hi ha res de nou. Però és l'autoparòdia entremaliada, que és tan camp, tan allà fora, la que dóna el cop més gran. El que li queda ara a aquest noi: tot el que necessita és una capa. I pot anomenar-se Superman."

### Taquilla

#### Domèstica
Dabangg va obrir amb ₹145 milions (US$1.7 milions) de recaptació neta en el seu primer dia i es va convertir en l'obertura més alta de tots els temps a l'Índia. Al segon dia, va recaptar ₹165 milions (US$2.0 milions). Al final del seu cap de setmana, la pel·lícula va recollir el total de ₹495 milions (US$5.9 milions). La pel·lícula va recaptar ₹106 milions (US$1.3 milions) dilluns, ₹86 milions (US$1.0 milions) dimarts, ₹70 milions (US$840,000) dimecres, i ₹60 milions (US$720,000) dijous fent que les recaptacions netes totals arribessin aproximadament a ₹815 milions (US$9.8 milions) en la seva primera setmana de llançament. Posteriorment es va convertir en la setmana d'obertura més alta.
Dabangg va incloure ₹62 milions (US$740,000) el segon divendres, ₹75 milions (US$900,000) el dissabte i ₹105 milions (US$1.3 milions) el diumenge, durant un segon cap de setmana de ₹238 milions (US$2.9 milions), una caiguda al voltant del 50% respecte al cap de setmana d'obertura. En la seva segona setmana, la pel·lícula va guanyar ₹360 milions (US$4.3 miliond) , portant la taquilla neta total a ₹1.160 milions (US$14 milions)  en dues setmanes, convertint-se així en la segona pel·lícula més taquillera de tots els temps en dues setmanes. La quota de distribuïdor de Dabangg es va declarar en ₹770 milions (US$9.2 milions) : la segona més alta de Bollywood. Dabangg va recollir ₹160 milions (US$1.9 milions) durant la tercera setmana i  ₹60 milions (US$720,000) en la seva quarta setmana, portant les recaptacions netes domèstiques a ₹1.400 milions (US$17 milions). La recaptació neta domèstica en onze setmanes van ser 1.400 milions (US$17 milions). Finalment va progressar a 1.410 milions (US$17 milions).

#### Ultramar
Dabangg també va tenir una resposta positiva als mercats estrangers. Les darreres recaptacionss a l'estranger de la pel·lícula van ser de 6,10 milions US$. Va recaptar un total de 4,20 milions de dòlars EUA als mercats internacionals al final del seu segon cap de setmana.
Als Estats Units, Dabangg va recaptar 628.137 dòlars en 62 pantalles el seu cap de setmana d'obertura i 1.068.589 dòlars al final del seu segon cap de setmana. Als Emirats Àrabs Units, va recaptar 3,2 milions de dirhams el cap de setmana d'obertura, i 1.550.000 $ al final del segon cap de setmana. Dabangg va recaptar un total de 5,50 $ milions, el que el converteix en el cinquè més taquillera dels Emirats Àrabs Units amb 2 milions de dòlars bruts.
Al Regne Unit, va recaptar 332.673 £ de 41 pantalles durant el cap de setmana d'obertura i 570.566 £ al final del seu segon cap de setmana. A Austràlia, la pel·lícula va recaptar 126.000 $ en 14 pantalles el cap de setmana d'obertura, i 272.909 dòlars australians al final del seu segon cap de setmana. A Maurici i Sud-àfrica, va recaptar 25.000 dòlars EUA cadascun el cap de setmana d'estrena. A Fiji, la pel·lícula va recaptar 20.000 dòlars EUA el cap de setmana d'estrena. A altres territoris d'Europa i Àfrica, la pel·lícula va recaptar 100.000 dòlars. en el seu cap de setmana d'obertura.

## Polèmiques
"Munni Badnaam Hui" va incloure un nom de marca 'Zandu Balm' a les seves lletres, per a disgust d'Emami, els creadors de la marca. Els productors i Emami van resoldre un cas de marca comercial extrajudicialment, i Malaika Arora va ser escollida més tard per a una campanya publicitària oficial de promoció de Zandu Balm. L'activista Rajkumar Tak va presentar un cas al Tribunal Superior de Bombai, exigint que s'eliminés la paraula "Hindustan" de la cançó, al·legant que la junta de censura no havia respost a les seves preguntes pel que fa a  lletres de "difamació". Les va trobar "molt censurables" i "imperdonables" i va titllar la cançó de "burla" per al país, ja que una noia ballava "indecentment" en presència d'oficials corruptes, que, segons ell, donaven mala imatge de la nació i "ferien els sentiments patriòtics de tots els indis".
Abans del llançament, la crítica i escriptora Shobhaa De va demanar un boicot a Dabangg, a causa dels comentaris de Salman sobre els atacs de Bombai de 2008. Ho va criticar com "arrogància, ignorància i simple estupidesa". Això va provocar una baralla amb els productors a través de Twitter, i va continuar després de la seva crítica negativa de la pel·lícula. Anurag Kashyap, germà d'Abhinav Kashyap, va tuitejar "Salman khan creu que va fer la vida al meu germà... Espero que pugui fer el mateix pel seu germà Arbaaz amb Dabangg 2." Això es va prendre com un "atac" a Salman i va provocar que Arbaaz repliqués fent referència al comentari com "actitud" en lloc de "agraïment". No obstant això, Anurag es va disculpar més tard pels seus comentaris, que Arbaaz va acceptar.

## Premis i nominacions
Dabangg va rebre reconeixements en funcions importants de premis cinematogràfics a l'Índia. Entre ells, va guanyar el National Film Award a la millor pel·lícula popular que ofereix entreteniment saludable. Va rebre sis premis a la 56a edició dels Premis Filmfare , inclòs un per al Millor pel·lícula, set Screen Awards, nou Zee Cine Awards, i deu  premis IIFA.

## Llegat
L'èxit de Dabangg s'atribueix a les àmplies campanyes promocionals i als factors comercials presents a la pel·lícula. Els preus de les accions dels coproductors de la pel·lícula Shree Ashtavinayak Cine Vision a la Bombay Stock Exchange va veure un augment i l'empresa va guanyar al voltant del 40% dels seus preus a partir de l'1 de setembre de 2010. Sobre les tàctiques promocionals de la pel·lícula, Dhilin Mehta va dir que "Vam promocionar el personatge Chulbul Pandey en comptes de la marca Salman Khan. Avui, el personatge s'ha convertit en un èxite nacional a la lliga de  Gabbar Singh de Sholay (1975) i Mogambo de Mr. India (1987)".
El crític de cinema i analista comercial Komal Nahta també va comparar aquesta campanya amb els trucs de màrqueting utilitzats per Rajkumar Hirani a Munna Bhai M.B.B.S. (2003), Lage Raho Munna Bhai (2006) i 3 Idiots (2009), on els personatges Munna Bhai i Ranchoddas Chanchad són promocionats per atraure la multitud fins que es converteixen en una marca establerta. Va afegir: "Totes les estrelles i productors s'han adonat del valor del màrqueting i la promoció […] De fet, aquests trucs s'han tornat tan importants com, per exemple, fer una bona pel·lícula."
10 anys després de l'estrena de la pel·lícula, Arbaaz Khan havia afirmat en una entrevista que el pressupost de la pel·lícula es va augmentar de ₹30 crore (equivalent a ₹67 crore o 8,1 miliojs US$ el 2023) a ₹49 crore (equivalent a ₹110 crore o 13 milions US$ el 2023)  amb poques pèrdues per a ell, però després de l'èxit monumental, va pagar el sou de Salman Khan. El gener de 2022 es va llançar el marxandatge oficial de la pel·lícula amb clips de pel·lícules, pòsters i fotografies, entre altres objectes col·leccionables, a través de criptovalor no fungible (NFT). Va ser titular per BollyCoin recolzat per Salman Khan en col·laboració amb el creador del mercat recolzat per la tecnologia NFTical. Va aparèixer a les "100 millors pel·lícules de Bollywood" de Time Out.
Tot i que la pel·lícula va ser apreciada pels seus elements comercials, d'altra banda, va ser criticada per la misogínia, l'objectivació de les dones i el sexisme flagrant del personatge Chulbul Pandey. El 2021, la Policia del Gran Mumbai va compartir uns pocs diàlegs i cites de la pel·lícula que denunciaven la misogínia.

## Seqüeles
Després del llançament de Dabangg, Arbaaz Khan va anunciar que estava planejant una seqüela. Després de l'èxit comercial de la pel·lícula, Khan va informar que "Dabangg 2 pot trigar un temps a tocar el sostre, però definitivament està als plànols." També va anunciar que els principals protagonistes, Salman Khan i Sonakshi Sinha, ja estaven elegits per repetir els seus papers al seqüela. Entre els nous membres del repartiment hi ha Prakash Raj, que interpreta el paper principal. antagonista, mentre que Kareena Kapoor interpreta un número musical a la pel·lícula. El director Abhinav Kashyap va optar per no dirigir la seqüela i, per tant, Arbaaz es va fer càrrec de la direcció de la pel·lícula. Dabangg 2 que es va publicar el desembre de 2012, es va convertir en una de les pel·lícules de Bollywood més taquilleres de tots els temps a l'Índia. Una altra seqüela, Dabangg 3, es va estrenar el desembre de 2019. Serveix tant com a preqüela de Dabangg com de seqüela de Dabangg. 2, fent la història d'anada i tornada.
El Chulbul Pandey que veureu a Dabangg 4 aviat serà molt diferent del que vau veure a la primera entregaa. El seu personatge, com tots els altres personatges, ha evolucionat amb el temps i ho continuarà fent.  
El novembre de 2021, el director Rohit Shetty havia planejat una possible inclusió de Chulbul Pandey, el personatge de Khan a la seva franquícia Cop Universe, i el treball en la pel·lícula pot començar només després de completar el Cirkus de Ranveer Singh. A aquell mes es va fer una quarta producció de la franquícia titulada Dabangg 4 anunciat amb Khan decidint fer pocs canvis al guió i al personatge, per tal de ser cru i realista, que va seguir després de la resposta crítica del seu paper a Antim: The Final Truth (2021). Més tard, impressionat per la narració del guió, Tigmanshu Dhulia es va comprometre a dirigir la pel·lícula a finals de desembre.

## Remakes
Dabangg va ser refeta en tàmil com a Osthe (2011) per Dharani amb Silambarasan pfent el paper principal , i Sonu Sood reprenent el seu paper original. També fou refeta en telugu com a Gabbar Singh (2012), protagonitzda per Pawan Kalyan i dirigida per Harish Shankar.

## Sèrie animada
Una sèrie d'animació basada en la pel·lícula titulada Dabangg– The Animated Series és produïda per Salman Khan Films, Arbaaz Khan Productions i Cosmos Maya. Conceptualitzada a finals de 2020, la sèrie presentava una versió animada del personatge Chulbul Pandey.
Es va estrenar a través de Cartoon Network el 31 de maig de 2021 i també a través del servei de streaming Disney+ Hotstar.